# Parafia św. Mikołaja w Wyszatycach
Parafia św. Mikołaja w Wyszatycach – parafia rzymskokatolicka znajdująca się w archidiecezji przemyskiej w dekanacie Żurawica.

## Historia
Dekretem we Lwowie z 28 września 1419 roku król Władysław II Jagiełło we wsi ufundował i wyposażył pierwszy drewniany kościół parafialny. Następnie zwrócił się do biskupa w Przemyślu Macieja Janiny o utworzenie parafii rzymskokatolickiej. Biskup fundację przyjął i erygował parafię pod wezwaniem św. Mikołaja i św. Katarzyny według obrządku łacińskiego (rzymskokatolickiego).
Dekret Jagiełły zobowiązywał kmieci wsi Wyszatyce, Walawa i Dusowce do utrzymania kościoła i wspomagania go odpowiednimi daninami pieniężnymi. Jako uposażenie parafia otrzymała od króla dobra w postaci jednego łana gruntów ornych i dwóch hektarów łąk i pastwisk nad Sanem, oraz karczmę.
W roku 1509 proboszcz Wyszatyc ks. Marcin z Dubiecka otrzymał od króla Zygmunta Starego dokument potwierdzający wyposażenie kościoła oraz pewne fundusze na jego odnowienie. 25 sierpnia 1557 roku biskup przemyski zatwierdził przywilej wydany przez króla Zygmunta Augusta mocą, którego probostwo patronatu królewskiego w Wyszatycach zostało wcielone do dochodów Kolegium Mansjonarzy – wikarych katedry w Przemyślu. Taki stan rzeczy trwał do 1801 roku a więc około 244 lat.
Do czasów założenia parafii rzymskokatolickiej w Medyce przez króla Zygmunta III Wazę w 1607 roku do parafii Wyszatyce oprócz Walawy i Dusowiec należała również Medyka i Dziewięczyce. W roku 1624 Turcy oraz Tatarzy napadli na Wyszatyce pustosząc wieś, a także paląc wybudowany przez Jagiełłę kościół wraz z plebanią. Część sprzętów liturgicznych zdołano uratować wywożąc je do Przemyśla, gdzie ukryto je w podziemiach katedry.

W 1636 roku została wzniesiona nowa świątynia z drewna dębowego. Kościół ten został wybudowany przez dziedzica Aleksandra Zbigniewa Korniakta. Poświęcona została tego samego roku w dniu patrona parafii św. Mikołaja, a dokonał tego ks. Fryderyk Alembek – Generalny Wizytator Diecezji Przemyskiej. W roku 1642 sporządzono dokładny opis świątyni wraz z jej wyposażeniem: 

Jest to mały piękny kościółek wykonany z drzewa dębowego, gontem kryty i gontem szalowany z podcieniami i blankami. Kościół ten uwieńczony jest trzema żelaznymi krzyżami a na środku kopuła blachą białą pokryta, a w niej sygnaturka. Główne wejście od strony zachodniej opatrzone dwoma drzwiami dębowymi od wewnątrz zamykanymi. Kościół posiada trzy ołtarze w tym ołtarz główny z obrazami św. Mikołaja oraz obrazem na zasuwie św. Katarzyny i Przenajświętszej Trójcy. (...) Wokół kościoła znajduje się cmentarz parafialny. Jest on wokoło płotem – parkanem dobrze grodzony z trzema furtkami gontem krytymi. Za kościołem po wschodniej stronie cmentarze znajduje się niewielka drewniana dzwonnica z dwoma dzwonami. W południowo-zachodniej części umieszczone jest przejście łączące kościół z plebanią.

Cmentarz w Wyszatycach w latach 1636–1744 oraz w latach późniejszych znajdował się na terenie wokół kościoła. W latach 1735–1767 parafia Wyszatyce należała do dekanatu w Pruchniku. 2 czerwca 1744 roku biskup przemyski Wacław Sierakowski dokonał uroczystej, generalnej wizytacji kościoła i w czasie wzniosłych uroczystości dokonał konsekracji wspomnianego kościoła, który istniał do 1777 roku (141 lat).
Następny, najprawdopodobniej trzeci w dziejach wsi kościół parafialny istniał w latach 1777–1905 (128 lat). Został zbudowany staraniem parafian i ks. Tomasza Turkiewicza. W latach 1825–1832 kościołem w Wyszatycach opiekowała się miejscowa dziedziczka Teresa Kraińska.
Główne wejście do świątyni znajdowało się od strony zachodniej drzwiami żelaznymi, które podobnie jak poprzednie zamykane były od wewnątrz. Kościół posiadał osiem małych okien. Jego wnętrze w połowie było pobielone, a druga połowa ozdobiona była malowanymi obrazami. W ołtarzu głównym znajdował się obraz św. Mikołaja i obraz Przenajświętszej Trójcy, a namalowane były one farbami olejnymi na płótnie. W roku 1825 organistą w kościele był Jakub Ogryszkowski, zaś kościelnym Jan Kasprzyk. W tym też okresie cmentarz nadal znajdował się wokół kościoła. Był nieogrodzony i brakowało na nim już miejsca do grzebania zmarłych. W roku 1828 cmentarz parafii rzymskokatolickiej połączony był już z cmentarzem parafii obrządku greckokatolickiego i znajdował się na byłym pastwisku – obecna "Przerwa".
W latach 1783–1820 zaborczy rząd austriacki dokonał w trybie nadzwyczajnym zmian w diecezji rzymskokatolickiej w Przemyślu. Poznosił niektóre zakony w tym Seminarium Duchowne oraz podporządkował władzę biskupa pod nadzór władzy państwowej. W związku z zaistniałymi zmianami w kościele parafialnym rzymskokatolickim w Wyszatycach w latach 1813–1837 pasterzowali jako administratorzy wypędzeni ze swoich klasztorów w Przemyślu, oo. Dominikanie, Reformaci i Karmelici.
Parafią w Wyszatycach w tamtym czasie zarządzali oo. Franciszkanie i oo. Dominikanie z Przemyśla. Od roku 1557 w Wyszatycach duszpasterzowali księża z zakonu Mansjonariuszy z Przemyskiej Katedry. Około 4 października 1782 roku cesarz Józef II zniósł zakony, a więc i Mansjonariuszy. Następnie w Parafii Wyszatyce administrowali wypędzeni z Przemyśla kolejno oo. Dominikanie, Reformaci, Karmelici. Dwóch Reformatów spoczęło w Wyszatycach w podziemiach na wieczny spoczynek. Byli to o. Cyprian Scheweczek (ur. 1792 – zm. 1832 r.) i o. Stanisław Bulski (ur. 1795 – zm. 1837 r.)

## Proboszczowie parafii
- ks. Antoni Burzyński (1840–1864)
- ks. Tomasz Szczerbiński (1840–1887)
- ks. Tomasz Mach (1887–1893)
- ks. Antoni Witkowski (1893–1933)
- ks. Stanisław Pryć (1933–1955)[2]
- ks. Adolf Mroczka (1955)
- ks. Piotr Szkolnicki (1955–1958)
- ks. Stefan Zawadzki (1958–1974)[3][4]
- ks. Henryk Markowski (1975–1983)[5]
- ks. dr Stanisław Jackowski (1983–1986)[6]
- ks. Jan Warchał (1986–1997)
- ks. Andrzej Pokrywa (1997– nadal)

Pierwszy i drugi proboszcz Wyszatyc, ks. Antoni Burzyński i ks. Tomasz Szczerbiński spoczywają na cmentarzu w Wyszatycach obok siebie.
W latach 1880–1895 parafianie tak szczelnie zapełniali kościół w czasie niedzielnych i świątecznych nabożeństw, że dosłownie nie można było przyklęknąć. Stąd też ze względu na jego ciasnotę i małą powierzchnię musiano pomyśleć o budowie większego i bardziej funkcjonalnego kościoła. Z inicjatywą budowy wystąpił ks. Witkowski zaraz po objęciu probostwa. Z uwagi na wielki pożar wsi Wyszatyce, w wyniku którego zniszczona została niemal cała wieś, budowę nowego kościoła przełożono z roku 1895 na lata późniejsze. Z wielkiego pożaru Wyszatyc ocalał tylko drewniany kościółek, cerkiew oraz tzw. "Zapotok". Mieszkańcy Wyszatyc musieli odbudować swoje domostwa po tragedii wielkiego kataklizmu.
Nowy kościół został zbudowany z fundacji tutejszych byłych parafian w latach 1900–1905. Do jego budowy przyczynił się też znacznie swoją ofiarnością miejscowy dziedzic Władysław Krasiński były właściciel dworu w Wyszatycach. Był to pierwszy, murowany kościół jednonawowy, o sklepieniu murowanym, kryty czerwoną, wypalaną dachówką – dach uwieńczony stylową wieżyczką oraz trzema żelaznymi krzyżami. Kościół został wzniesiony "na pagórku" na terenie poprzedniego cmentarza, który istniał w tym miejscu do 1827 roku.
W sobotę 16 września 1905 roku biskup Józef Sebastian Pelczar dokonał uroczystej konsekracji nowo wybudowanego kościoła. W kilka lat później w roku 1913 dziedzic Krasiński ufundował do kościoła organy. Parafianom nie było jednak dane zbyt długo cieszyć się nowym domem modlitwy. Z początkiem I wojny światowej około 5 września 1914 roku podczas działań wojennych kościół został rozsadzony minami przez wojska austro–węgierskie. Prócz naczyń liturgicznych, szat, ambony, ławek oraz chrzcielnicy, kościół w swoich gruzach pogrzebał prawie cały kilkuwiekowy dorobek parafian oraz nowe organy. Nieco wcześniej przed wysadzeniem kościoła cała wieś Wyszatyce została przez te same wojska spalona.
Wyszatyczanie zostali wysiedleni do Czech. Po roku, gdy front przesunął się na wschód, do Wyszatyc powrócił ks. Witkowski oraz wywiezieni parafianie. W roku 1917 ks. Witkowski pomimo trwania jeszcze działań wojennych przystąpił do budowy na terenie ogrodu plebańskiego, tuż przy głównej drodze drewnianego kościółka wraz z przylegająca do niego plebanią.

## Kościół w Wyszatycach
Budowa obecnego kościoła trwała prawie 10 lat. Rozpoczęto ją w roku 1921 pod wodzą ks. Witkowskiego. Trudności były olbrzymie gdyż cała wieś kilka lat wcześniej została doszczętnie zniszczona – pozostały jedynie zgliszcza i ruiny. Niestrudzony w swoim działaniu ks. Witkowski powołał Komitet Budowy Kościoła i zbierał gdzie tylko mógł fundusze na ten cel. Zwracał się też do rodaków, którzy wyjechali do Ameryki o wsparcie finansowe.
Wybudowany, murowany kościół został pokryty blachą ufundowaną przez wywodzącego się z Wyszatyc ks. prałata Józefa Urbana z Ameryki. Całość stolarki do wnętrza kościoła a więc ławki, balaski, drzwi wykonali dużym nakładem pracy stolarze z Wyszatyc – Jan Kiełtyka i Tomasz Kasprzyk. Ksiądz Witkowski zmarł jako 76-letni staruszek 2 stycznia 1933 roku. Po jego śmierci parafią w Wyszatycach krótko (od 15 lutego 1933 roku do 16 maja 1933 roku) administrował ks. Karol Potoczny (ur. 13 czerwca 1891 roku w Tuligłowach). Później został on przeniesiony do innej parafii. Zmarł w 1941 roku w obozie koncentracyjnym w Dachau.
18 maja 1933 roku probostwo w Wyszatycach przyjął Stanisław Pryć. Za jego to staraniem wyposażono kościół w nowe ołtarze. Budowa głównego ołtarza miała niecodzienny przebieg. Ku zdumieniu wszystkich parafian okazało się, że pomimo całkowitego zniszczenia poprzedniego kościoła jakimś cudem ocalały dolna część ołtarza oraz tabernakulum. Wykonano jedynie nową płytę i górną część ołtarza z płaskorzeźbą patrona wsi i kościoła św. Mikołaja.
Ks. Pryć był ponadto inicjatorem budowy w 1938 roku nowej szkoły w Wyszatycach. W latach 1946–1949 stał na czele Komitetu elektryfikacji wsi. Jego staraniem w latach 1951–1953 wybudowano nową plebanię. Sprowadził też do odnowionej ochronki siostry służebniczki staromiejskie. Parcelę pod ochronkę wraz z ogrodem ofiarowała kolatorka Zofia Fedorowicz. Pracując w Wyszatycach, ks. Pryć otrzymał nominację na dziekana dekanatu żurawickiego, którego funkcję sprawował będąc jednocześnie proboszczem Wyszatyc. Tuż przed śmiercią w 1954 roku rozpoczął prace związane z malowaniem wnętrza kościoła. Zmarł 22 maja 1955 roku po 22 latach posługi duszpasterskiej w Wyszatycach. Tam też został pochowany.
Po śmierci ks. Prycia przez niespełna 3 miesiące parafią Wyszatyce administrował (od 22 maja 1955 roku do 4 sierpnia tego samego roku) ks. Adolf Mroczek. Przeniesiony następnie do parafii Dębno gdzie pozostał do swojej śmierci. Probostwo po nim 4 sierpnia 1955 roku przejął ks. Piotr Szkolnicki. Jego staraniem ogrodzono plac wokół kościoła oraz budynków plebanii. Zakończono też rozpoczęte przez ks. Prycia malowanie wnętrza kościoła oraz wykończono plebanię. W 1957 roku wybudowano nową dzwonnicę i umieszczono w niej nowo ufundowany środkowy dzwon. 31 stycznia 1958 roku po prawie 3-letniej pracy w Wyszatycach ks. Szkolnicki odszedł do innej parafii. Zmarł 12 czerwca 1993 roku w Czudcu.
Kolejnym proboszczem Wyszatyc 1 lutego 1958 roku został ks. Stefan Zawadzki. Założył on teatr przy parafii. Ze sprzedaży gruntów plebańskich założył na plebanii centralne ogrzewanie, bieżącą wodę a podwórko ogrodził siatką. Jego staraniem zakupiono u krośnieńskich franciszkanów organy zbudowane w 1890 roku przez Jana Śliwińskiego oraz sprawiono i zainstalowano nagłośnienie kościoła. Wmontowano nowe witraże oraz zakupiono w 1961 roku chorągiew Matki Boskiej Różańcowej.
7 września 1969 roku w parafii uroczyście obchodzono 550-lecie jej założenia. W tych uroczystościach brali udział wszyscy ks. biskupi z Przemyśla: ks. bp Ignacy Tokarczuk, ks. bp. Stanisław Jakiel, ks. bp. Bolesław Taborski, oraz księża dekanatu wraz ze swoimi parafianami.
W dniach 17–18 września 1970 roku parafia przeżywała uroczystość nawiedzenia Matki Bożej. W 1973 roku do parafii sprowadzono kolejne dwa dzwony, które konsekrował ks. bp. Ignacy Tokarczuk. W 1975 roku zainstalowano w kościele ogrzewanie typu nawiewnego. 2 października 1975 roku ks. Zawadzki odszedł do innej parafii. Po kilkuletnim okresie przebywania na emeryturze zmarł 18 maja 2000 roku. Pochowany został na cmentarzu w Wyszatycach.
Ks. Henryk Markowski przyjął probostwo Wyszatyc 2 października 1975 roku. Jego staraniem całkowicie odnowiono kościół. Z zewnątrz położono nowe tynki. Wewnątrz wymieniono instalację elektryczną, wykonano malowanie wnętrza. Drewnianą podłogę zamieniono na posadzkę z płytek, a dołem ścian położono boazerię. Częściowo wyremontowano salę katechetyczną. Z jego też inicjatywy przy kościele wybudowano grotkę kamienną z figurką Najświętszej Maryi Panny. 30 czerwca 1983 roku ks. Markowski został przeniesiony z Wyszatyc do innej parafii.
Na kolejne 3 lata proboszczem Wyszatyc został ks. Stanisław Jackowski. W tym czasie wykonano w kościele płaskorzeźby w drewnie przedstawiające sceny Drogi Krzyżowej (płaskorzeźby wykonał: Ryszard Kostempski z Przemyśla). 1 lipca 1986 roku ks. Jackowski odszedł do innej parafii. Probostwo przyjął 2 lipca 1986 roku ks. Jan Warchał. Jego staraniem wykonano do kościoła 28 nowych jesionowych ławek oraz konfesjonał. Wymieniono blachę na dachu kościoła oraz dokonano jego konserwacji. Dzięki jego inicjatywie po 50 latach przerwy w 1989 roku reaktywowano Honorową Straż Grobową. Wybetonowano również drogę do kościoła oraz zasadzono zarówno wokół kościoła, jak i przy plebanii jodły. Ks. Warchał w dniu 10 sierpnia 1997 roku odszedł z Wyszatyc na inną placówkę.
10 sierpnia 1997 roku probostwo przejął pozostający do dziś ks. Andrzej Pokrywa. Z jego inicjatywy przeprowadzono generalny remont budynku sali katechetycznej. Odnowiono nagrobki księży i sióstr zakonnych pochowanych na cmentarzu parafialnym Wyszatyc. Zmieniono i całkowicie przerobiono ułożenie dachu budynku plebanii oraz odnowiono jej wnętrze. Odnowiono i wyposażono w nowe meble pomieszczenie zakrystii, odnowiono też zabytkowe naczynia liturgiczne ofiarowane przez dawnych parafian. Latem 2002 roku przeprowadzono remont sklepienia kościoła dokonując przy tym jego artystycznego malowania. Końcem 2002 roku całkowicie przebudowano ogrzewanie kościoła.
15 września 2019 roku obchodzono 600-lecie istnienia parafii.
Na terenie parafii jest 1 425 wiernych.